# Stan Laurel
Stan Laurel   (Ulverston, 16 de juny de 1890 - Santa Monica, 23 de febrer de 1965), nascut Arthur Stanley Jefferson va ser un actor còmic, escriptor i realitzador anglès. Es va fer famós principalment pel seu treball amb Oliver Hardy, amb el qual va formar la parella còmica Laurel i Hardy.

## Biografia

### Inici de la carrera
Fill de Madge Metcalfe i d'Arthur Jefferson, empresari teatral, Stan es va estrenar en l'escenari després de completar els seus estudis en la King James Gramar School, a Bishop Auckland, en la The King's School, Tynemouth, i un temps en la Rutherglen Academy. La seva primera actuació va ser en el Britannia Panopticon, a Glasgow, Escòcia, als 16 anys d'edat.
Va viatjar amb diverses companyies de teatre pel país, fins entrar en la “troupe” de Fred Karno, el 1910, de la qual formava part Charles Chaplin. Va arribar a ser “substitut” de Chaplin en una pantomima, Mumming Bird, que va ser duta per Karno als Estats Units, sota el títol “A Night at an English Música Hall”.
Stan va conèixer llavors Mae Dahlberg, que exerciria gran influència en la seva vida. Stan, que llavors era acreditat com a Stan Jefferson, va adoptar el nom Laurel, per suggeriment de Mae, que va treballar amb ell en la seva primera pel·lícula, Nuts in May, el 1917, una producció independent de Adolph Ramish, signant contracte amb la Universal. Ell i Mae mai no es van casar, però van arribar a viure un temps junts, i en moltes pel·lícules va ser acreditada com a "Mae Laurel".
A partir d'aquesta època, Stan va treballar com “free llance” per diversos estudis, i entre els seus treballs estava “Lucky Dog”, en la qual Oliver Hardy participava en un petit paper. Aquesta va ser la primera vegada que van treballar junts. El seu nom va passar a ser conegut amb les paròdies de pel·lícules populars de l'època, entre elles The Soilers i Under Two Jags, el 1920, Mud and Sand el 1922, i Dr. Prycle and Mr. Pryde, el 1925.
El 1924, Stan va signar un contracte amb Joe Rock, per dotze comèdies, però una de les clàusules estipulava que Dahlberg no podria aparèixer en cap de les seves pel·lícules. El 1925, jutjant que Dahlberg estava interferint en la carrera de Stan, Rock li va oferir a ella un passatge només d'anada per Austràlia, i va acceptar, separant-se definitivament de Laurel.

### Laurel i Hardy

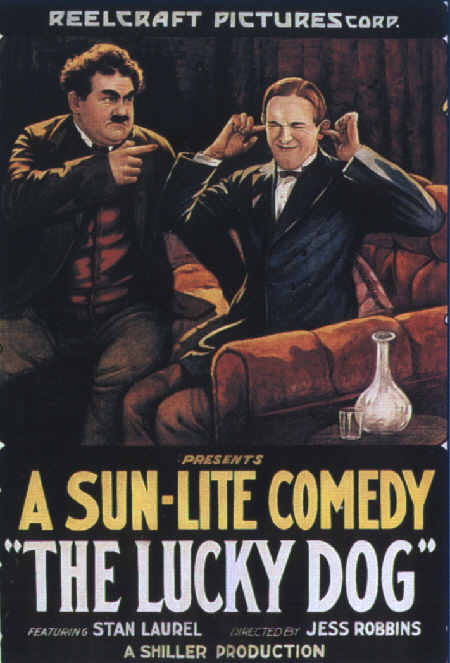
Stan Laurel i Oliver Hardy a The Lucky Dog

A partir de 1926, Laurel va passar a treballar definitivament amb Hal Roach, com “gagman” i rector. El 1927, en el Hal Roach Studios, Stan va treballar en “Slipping Wives”, al costat d'Oliver Hardy, sent la seva primera vegada intencionadament junts. El director supervisor del Roach Studios, Leo McCarey, va observar en una presentació la reacció de l'audiència, i va començar a col·locar-los junts, creant així la més famosa parella d'humoristes de la història del cinema. A partir de llavors, els dos van ser destacar, i la parella es va constituir amb l'estrena oficial el 1927, de “Putting Pants on Philip”.
Durant els anys 1930, Laurel va estar enredat en una disputa amb Hal Roach, amb el seu contracte acabat. Posteriorment, va retornar a Roach Studio. Després de moltes pel·lícules amb Roach, els dos, el 1940, van formar companyia pròpia, la Laurel and Hardy Feature Productions, però no van fer pel·lícules, i sí que van fer gires pel país amb el xou “The Laurel and Hardy Revue”.
Posteriorment la parella va fer pel·lícules per la 20th Century Studios, MGM i finalment van crear Atoll K, per productores europees, el 1950, concloent la seva carrera.
En total, van fer prop de 106 pel·lícules junts, sent 40 curts sonors, 32 curts en el cinema mut, 23 llargmetratges, i 11 pel·lícules com a convidats. Stan va estar, en total, a prop de 190 pel·lícules.

### Vida personal
El 1926, Stan es va casar per primera vegada, amb Lois Nielson; posteriorment, es va casar tres vegades més. El 1928, Stan va tenir una filla amb Lois, que va rebre el mateix nom de la mare. Stan va tenir també un fill, que va morir deu dies després de néixer, el 1930.
Laurel posteriorment es va divorciar de Lois i es va casar amb Virginia Ruth Rogers el 1935, i el 1938, es va divorciar per casar-sé amb Vera Ivanova Shuvalova ("Illeana"). El 1941, va tornar a casar-se amb Virginia Ruth Rogers. Laurel es va casar, en realitat, vuit vegades, però amb quatre dones.
Un rumor deia que Clint Eastwood seria el seu fill. Això no és veritat, encara que el rostre dels dos tingui semblança. Eastwood afirma que aquest assumpte és passat, però de vegades la llegenda ressorgeix.

## Mort de Hardy
El maig de 1954, Hardy va patir un infart de miocardi; el 1955, Hardy i Laurel planejaven fer la Sèrie de televisió Laurel and Hardy's Fabulous Fables, però Laurel va tenir un accident vascular cerebral. Hardy va tenir un AVC el 15 de setembre de 1956, quedant paralitzat i al llit diversos mesos, sense parlar i moure's.
El 7 d'agost de 1957, Oliver Hardy va morir. Laurel no va anar al seu funeral, dient que "Babe (Oliver) ho entendria". Laurel va decidir, a partir de llavors, no treballar més sense el seu amic de tant temps, i va passar a escriure comèdies. Els amics deien que Laurel havia quedat totalment desfet després de la mort de Hardy, sense haver-se'n recuperat mai.

## Mort de Stan

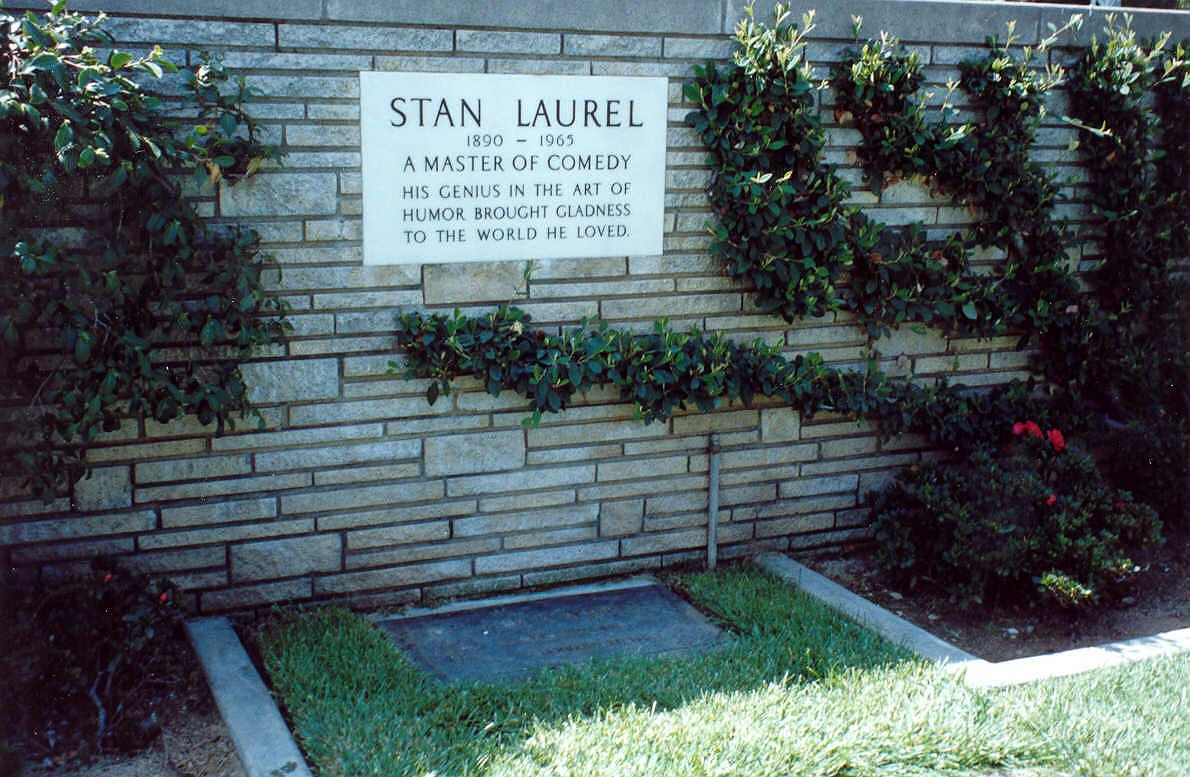
Tomba de Stan Laurel.

Stan Laurel va viure els seus últims anys en un apartament en l'Oceana Hotel, a Santa Monica. Jerry Lewis era un dels molts comediants que el visitaven, aprofitant els seus suggeriments per la producció d'El grum (1960). Stan mai més va actuar en cap pel·lícula després de la mort d'Oliver Hardy. Deia que no suportaria entrar en un set de rodatge i no trobar-hi el seu amic de més de tres dècades.
Va morir víctima d'un atac cardíac, als 74 anys. El seu cos està enterrat en el Forest Lawn Memorial Park, a Los Angeles.

## Filmografia de Stan
La filmografia de Stan Laurel, així com la d'Oliver Hardy, és bastant complexa, mitjançant les moltes fonts contradictòries. Consta que, sol, Stan hauria fet 76 pel·lícules i, amb Hardy, 105.

### Pel·lícules de Stan Laurel (sense Oliver Hardy)
- Nuts in May (1917) (com Stan Jefferson)
- The Evolution of Fashion (1917)
- Hickory Hiram (1918)
- Phoney Photos (1918)
- It’s Great to be Crazy (1918)
- Huns and Hyphens (1918) (com Larry Semon)
- Just Rambling Along (1918)
- No Place Like Jail (1918)
- Who’s Zoo? (1918)
- Bears and Bad Men (1918)
- Frauds and Frenzies (1918)
- O, It’s Great to Be Crazy (1918)
- Do You Love Your Wife? (1919)
- Hustling for Health (1919)
- Hoot Mon! (1919)
- Cars and Stripes (1919) (com Hardy i Larry Semon)
- Wild Bill Hiccup (1920)
- The Suitor (1920)
- Rupert of Hee-Haw (1920)
- The Rent Colector (1921)
- Make it Snappy (1921)
- The Weak End Party (1922)
- Mixed Nuts (1922)
- The Egg (1922)
- The Pest (1922) (com Mabel Normand)
- Mud and Sand (1922)
- The Carpenter (1922)
- The Bootlegger (1922)
- The Gardener (1922)
- The Miner (1922)
- The Soilers (1923)
- The Noon Whistle (1923)
- When Knights Were Cold (1923)
- Under Two Jags (1923)
- The Garage (1923)
- Noon Whistle (1923)
- Oranges and Lemons (1923)
- White Wings (1923)
- Pick and Shovel (1923)
- Kill or Cure (1923)
- Gas and Air (1923)
- The Handy Man (1923)
- Short Orders (1923)
- A Man About Town (1923)
- The Whole Truth (1923)
- Scorching Sands (1923)
- Save the Ship (1923)
- Roughest Africa (1923)
- Frozen Hearts (1923)
- Collars and Cuffs (1923)
- A Dark House (1923)
- Mother’s Joy (1923)
- Scorching Sands (1923)
- Short Kilts (1924)
- Rupert of Hee Haw (1924)
- Mandarin Mix-Up (1924)/ Monsieur Don’t Care (1924)
- The Smithy (1924) (com Oliver Hardy)
- Zeb vs. Paprika (1924)
- Postage Due (1924)
- Near Dublin (1924)
- Brothers Under the Chin (1924)
- The Animal’s Farm (1924)
- Wide Open Spaces/ Wild Bill Hiccup (1924)
- Detained (1924)
- West of Hot Dog (1924)
- Twins (1925)
- Wandering Papas (1925)
- Somewher in Wrong (1925)
- Pie-Eyed (1925)
- The Snow Hawk (1925)
- Navy Blues Days (1925)
- The Sleuth (1925)
- Over the Bottom (1925)
- Dr. Pycle and Mr. Pryde (1925)
- Half a Man (1925)
- Cowboys Cry for It (1925)
- What’s the World Coming To? (1926)
- Raggedy Rose (1926)
- Atta Boy (1926)
- On the Front Page (1926)
- Get’em Young (1926)
- I’ll Tell One (1926) (com Charles Chase)
- Seeing the World (1927)
- Eve’s Love Letters (1927)

### Guió
- The Noon Whistle (1923)
- The Garage (1923)
- Starvation Blues (1925) (história)
- Moonlight and Noses (1925)
- Unfriendly Enemies (1925)
- Chasing the Chaser (1925)
- The Nickel-Hopper (1926)
- On the Front Page (1926)
- Raggedy Rose (1926)
- Get 'Em Young (1926)
- Should Husbands Pay? (1926)
- Along Came Auntie (1926)
- The Devil Horse (1926)
- Never Too Old (1926)
- Don Key (Son of Burro) (1926)
- Scared Stiff (1926)
- Madame Mystery (1926)
- Wife Tamers (1926)
- Dizzy Daddies (1926)
- Wandering Papas/ Enough to Do (1926)
- Your Husband's Past (1926)
- Charley My Boy/ Charlie, My Boy (UK) (1926)
- What's the World Coming To? (1926)
- Love 'Em and Weep (1927)
- Eve's Love Letters (1927)
- The Honorable Mr. Buggs (1927)
- Why Girls Say No (1927)
- Their Purple Moment (1928)
- Galloping Ghosts (1928)
- The Finishing Touch (1928)
- Towed in a Hole (1932)
- Their First Mistake (1932)
- L'avi de la criatura (Pack Up Your Troubles) (1932)
- Busy Bodies (1933)
- The Midnight Patrol (1933)
- Me and My Pal (1933)
- Twice Two (1933)
- Babes in Toyland/ Laurel and Hardy in Toyland/ març of the Wooden Soldiers / Revenge Is Sweet/ Wooden Soldiers (1934)
- Them Thar Hills (1934)
- Going Bye-Bye! (1934)
- Companys de gresca (Sons of the Desert) (1933)
- Bonnie Scotland/ Heroes of the Regiment (1935)
- Thicker Than Water (1935) (història)
- Tit for Tat (1935)
- Our Relations/ Double Trouble (USA)/ Sailors' Downfall
- Swiss Miss (1938)
- Saps at Sea (1940)
- A Chump at Oxford
- The Bullfighters (1945)

### Direcció
- Moonlight and Noses (1925)
- Unfriendly Enemies (1925)
- Book Bozo (1925)
- Yes, Yes, Nanette (1925)
- Chasing the Chaser (1925)
- Get 'Em Young (1926)
- Wise Guys Prefer Brunettes (1926)
- Should Husbands Pay? (1926)
- Madame Mystery (1926) (co-director)
- Wandering Papas/ Enough to Do (1926)
- Flaming Fathers (1927)
- The Bullfighters (1945)

### Ajudant de direcció
- Raggedy Rose (1926)
- The Merry Widower (1926)
- Never Too Old (1926)
- Madame Mystery (1926)
- Seeing the World (1927)

## Premis i homenatges
- El 1961, Stan va rebre un Oscar especial de l'Acadèmia pel seu "pionerisme creatiu en el camp de la comèdia cinematogràfica".
- El 1989, una estàtua de Laurel va ser erigida en Dockwray Square, North Shields, Northumberland, Anglaterra, on va viure, entre 1897 i 1902, i on els graons sota el North Shields Fish Quay poden haver inspirat l'escena de piano en The Música Box.
- El 2006, la BBC va escenificar un drama basat en una trobada entre Laurel i Hardy, amb reminiscències sobre la seva carrera, denominat Stan
- L'estrella de Laurel en la Calçada de la Fama és situada en la 7021 Hollywood Blvd, Los Angeles, Califòrnia.
- El 2008, una estàtua de Stan Laurel va ser col·locada a Bishop Auckland, County Durham, en el lloc del Eden Theatre.
- L'abril de 2009, una estàtua de bronze de Laurel i Hardy va ser col·locada en Ulverston, Cumbria.[8]
- Sobre la porta de la casa on Stan Laurel va viure, hi ha una placa homenatjant l'actor.
- La pel·lícula La gran cursa, de Blake Edwards, el 1965, va ser dedicada a Laurel i Hardy.